# Емилия Дворянова
Емилия Валтер Дворянова е българска преподавателка и писателка на произведения в жанра съвременен роман и документалистика.

## Биография и творчество
Родена е на 4 май 1958 г. в София. Пише първия си роман, когато е на 16 години. Завършва пиано в СМУ „Любомир Пипков“, след което философия в Софийския държавен университет. Получава докторска степен по философия с дисертация на тема „Естетическата същност на християнството“ (1991).
Директор е на програма „Езикова култура и академично есе“ в НБУ. Преподава лекции по Естетическата същност на християнството, Творческо писане, Разказът – кратки повествователни форми, Романът – история и техника на създаване, Словото и неговите изкуства.
Първото ѝ произведение, монографията „Естетическата същност на християнството“, е публикувано през 1992 г.
През 1993 г. е публикуван първият ѝ роман „Къщата“.

## Награди
- Награда за литература „Огнище“ 1996 г. за „Passion или смъртта на Алиса“
- Национална награда за литература на Министерството на културата „Христо Г. Данов“ за 2007 г. в раздел Българска художествена литература за „Земните градини на Богородица“
- Наградата „Роман на годината – 2015“ на Национален дарителски фонд „13 века България“ за „При входа на морето“[1]
- Първа награда на Портал „Култура“ в категория Проза за романа „При входа на морето“[2]

## Произведения

### Романи
- „Къщата“. София: ИК „Арета“, 1993
- „Passion или смъртта на Алиса“. София: ИК „Обсидиан“, 1995. Издаден във Франция 2006 г. изд. „Fédérop“
- „Госпожа Г.“. София: ИК „Фенея“, 2001[3]
- „Земните градини на Богородица“. София: ИК „Обсидиан“, 2006[4]
- „Концерт за изречение (опити върху музикално-еротическото)“. София: ИК „Обсидиан“, 2008[5][6][7]
- „При входа на морето“. София: ИК „Обсидиан“, 2014[8]
- „Мир вам“. София: ИК „Обсидиан“, 2018[9][10]
- „Свидетели на небеса“. София: ИК „Обсидиан“, 2022[11]

### Други
- „La Velata“, новела. София: ИК „Фенея“, 1998[12]
- „Освен литературата“. София: ИК „Парадигма“, 2011[13]

### Есета
- „Естетическата същност на християнството“ (1992) – Университетско издателство „Св. Климент Охридски“
- Отказаното удоволствие
- Догвил: Убийството на Словото
- Късо съединение
- Земята на Бога
- Антихрист
- В градината на земните наслаждения
- Тереза-Passion

### Преводи на произведенията ѝ на други езици
- „Passion ou las morte d'Alissa“ (2006), фр. прев. Мари Врина (Marie Vrinat)
- „Les Jardins interdit“ (2010), фр. прев. Мари Врина
- „Mme Gexpected“ (2012), фр. прев. Мари Врина
- „Concerto for a Sentence – An Endeavor in the Musical-Erotic“ (2013), прев. Елица Коцева